# Jerzy Zygmunt Nowak
Jerzy Zygmunt Nowak (ur. 5 marca 1940 w Kluczewie, zm. 22 października 2020) – polski aktor teatralny i filmowy.

## Życiorys

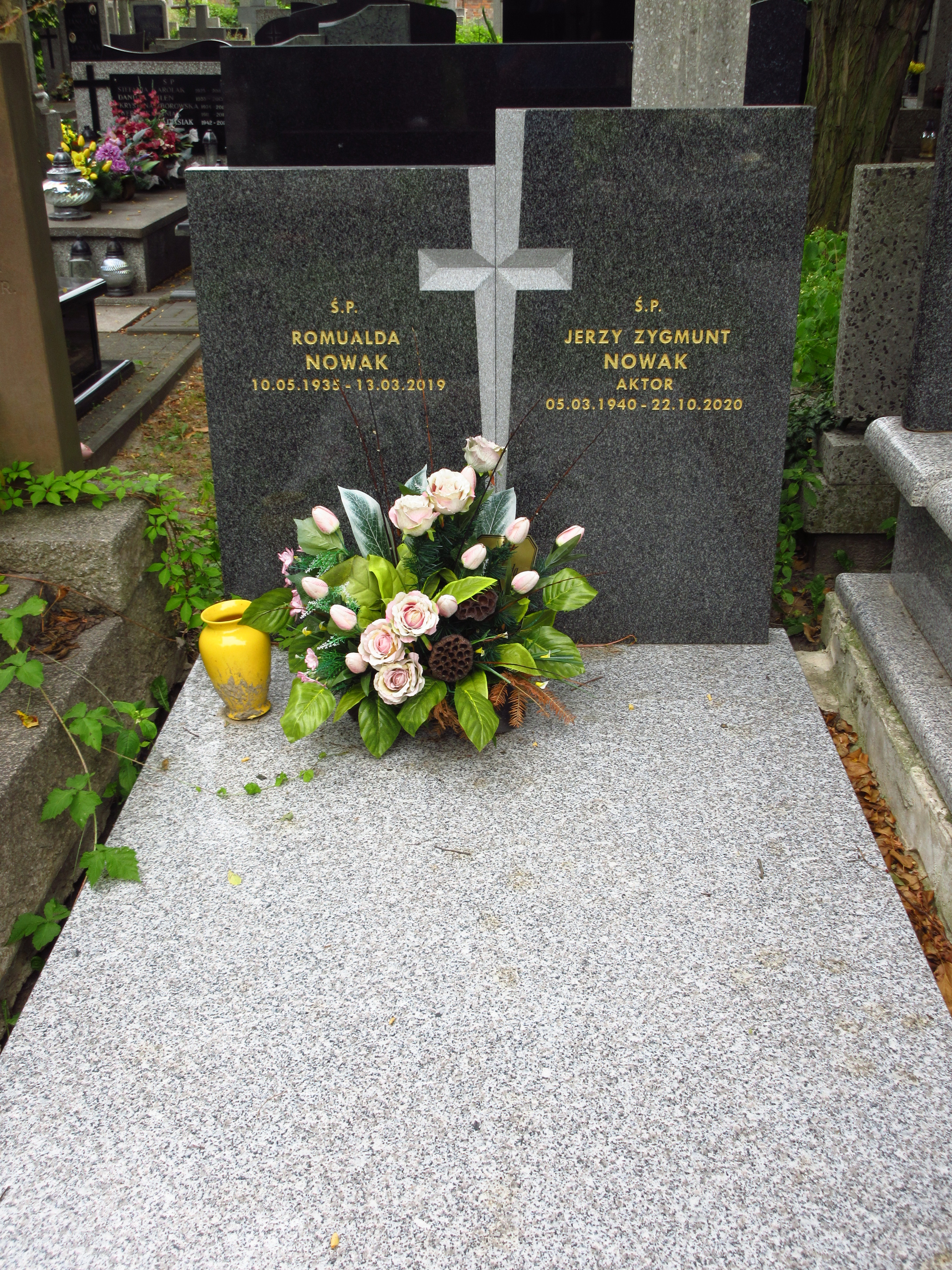
Grób Jerzego Zygmunta Nowaka na Cmentarzu Bródnowskim.

W 1968 ukończył studia na Wydziale Aktorskim Państwowej Wyższej Szkoły Teatralnej i Filmowej w Łodzi. Wcześniej w latach 1960-63 studiował na Wydziale Operatorskim tej uczelni. Najbardziej znaną kreacją tego aktora jest postać  Fabiana Bohatyrowicza w Nad Niemnem w reż. Zbigniewa Kuźmińskiego (1986). Występował w kabaretach "Bon Ton" i "Dreptak". 
Działacz, spółdzielca, członek spółdzielni Mieszkaniowej „Gocław-Lotnisko” w Warszawie. Pochowany na cmentarzu Bródnowskim (kwatera 13F-4-21).

## Filmografia
- 2005 – Boża podszewka, część druga. odc. 2, obsada aktorska – repatriant;
- 2004 – M jak miłość, odc. 229, obsada aktorska – weterynarz;
- 2004 – Kryminalni, odc. 2 Wspólnicy, obsada aktorska  – ochroniarz budynku, w którym mieszkał Gancarz;
- 2003 – Zaginiona, odc. 5 Areszt, obsada aktorska – pan Józef, szef straży w więzieniu;
- 2003 – 2006 – Na Wspólnej, obsada aktorska – Józef Bartczak, ojciec Konrada;
- 2003 – Na dobre i na złe, odc. 138 Wspólna sprawa, odc. 139 Rozterki burmistrza, obsada aktorska – profesor;
- 2003 – M jak miłość, odc. 140, obsada aktorska – Leszek, znajomy Mariana Łagody;
- 2001 – Lokatorzy, odc. 61 Ścigany, obsada aktorska – Wacław Nowicki;
- 1999 – Wszystkie pieniądze świata, obsada aktorska – kasjer na nabrzeżu portowym;
- 1999 – Trzy szalone zera, obsada aktorska – woźny;
- 1999 – Fuks, obsada aktorska – portier w szpitalu;
- 1997 – Brat naszego Boga (Our God’s brother), obsada aktorska – rosyjski lekarz wojskowy;
- 1996 – Wezwanie, obsada aktorska – sędzia;
- 1996 – Maszyna zmian. Nowe przygody, odc. 4 Telejulia, obsada aktorska – strażnik;
- 1995 – Sukces, odc. 9 Małe jest piękne, obsada aktorska – robotnik w zakładach w Spychowie;
- 1994 – Ptaszka, obsada aktorska – weterynarz;
- 1993 – Zespół adwokacki, odc. 6, obsada aktorska – Franciszek Kozub, znajomy Suligi;
- 1993 – Plecak pełen przygód, odc. 8, 10, 11, 12, obsada aktorska – Palmgren, dyrektor fabryki;
- 1993 – Jakub, obsada aktorska – kierowca ciężarówki;
- 1993 – 40 – latek. 20 lat później, odc. 11 Musimy się zdzwonić czyli cienie przeszłości, obsada aktorska – Bronek Banach, była miłość Magdy Karwowskiej);
- 1992 – Szwadron, obsada aktorska – Kula);
- 1992 – Mama – Nic, odc.1 Fotomodelka, obsada aktorska – policjant;
- 1991 – Rozmowy kontrolowane, obsada aktorska – chłop, dziadek Agnieszki;
- 1991 – Pogranicze w ogniu, odc. 12, obsada aktorska – Johann Falke, współpracownik polskiego wywiadu w Berlinie;
- 1990 – Janka, obsada aktorska – gospodarz;
- 1990 – Dziewczyna z Mazur, obsada aktorska  – taksówkarz we Wrzoskowie (nie występuje w czołówce);
- 1990 – Ballada o człowieku spokojnym, obsada aktorska – Bronisław Ziemlak;
- 1989 – Po upadku. Sceny z życia nomenklatury, obsada aktorska;
- 1989 – Kawalerki, odc. Yacht, obsada aktorska – właściciel jachtu;
- 1989 – Janka, (serial tv), obsada aktorska – gospodarz;
- 1988 – 1990 – W labiryncie, obsada aktorska – kierownik recepcji w hotelu „Forum”;
- 1988 – Pogranicze w ogniu, odc. 3, 4, 7, obsada aktorska – Johann Falke, znajomy Adamskiego w Berlinie;
- 1988 – Niezwykła podróż Baltazara Kobera, obsada aktorska – policmajster;
- 1988 – Mistrz i Małgorzata, odc. 3 Małgorzata, odc. 4 Pożegnanie, obsada aktorska – Nikołaj Iwanowicz;
- 1988 – Dekalog III, obsada aktorska – lekarz;
- 1988 – Amerykanka, obsada aktorska;
- 1987 – Rzeka kłamstwa, odc. 5, obsada aktorska – woźnica podwożący Joannę do Bocianichy;
- 1987 – Dzikun, obsada aktorska – Kondrat;
- 1987 – Cesarskie cięcie, obsada aktorska – ordynator porodówki;
- 1986 – Zmiennicy, odc. 14 Pocałuj mnie, Kasiu, obsada aktorska – instruktor nauki jazdy;
- 1986 – Rykowisko, obsada aktorska – dyplomata z MSZ, syn hrabiego;
- 1986 – Nad Niemnem, (serial tv), obsada aktorska – Fabian Bohatyrowicz;
- 1986 – Nad Niemnem, (film), obsada aktorska – Fabian Bohatyrowicz;
- 1987 – Kolega Pana Boga, obsada aktorska;
- 1985 – Temida, odc. Strzały o świcie, obsada aktorska – furman podwożący Lepeckiego do Błot;
- 1985 – Sam pośród swoich, obsada aktorska  – ojciec Haneczki;
- 1985 – Przyłbice i kaptury, odc. 2 Na tropie zdrady, odc. 3 Pożoga, obsada aktorska – oberżysta Marcin, właściciel gospody „Pod Gnatem”;
- 1985 – Osobisty pamiętnik grzesznika przez niego samego spisany, obsada aktorska – karczmarz Samuel;
- 1985 – Oko proroka czyli Hanusz Bystry i jego przygody, odc. 3 Przeklęty diament, obsada aktorska – chłop;
- 1985 – Mrzonka, obsada aktorska;
- 1985 – Labirynt, obsada aktorska – strażnik w pałacu;
- 1985 – C.K. Dezerterzy, obsada aktorska – Slavik;
- 1984 – Zabicie ciotki, obsada aktorska – listonosz;
- 1984 – Vabank II, czyli riposta, obsada aktorska – przodownik policji;
- 1984 – Trzy młyny, odc. 1, obsada aktorska – chłop;
- 1984 – Siedem życzeń, odc. 6 Klątwa bogini Bast, obsada aktorska – pracownik muzeum;
- 1984 – Przybłęda, obsada aktorska;
- 1984 – Przeklęte oko proroka, obsada aktorska – stary chłop;
- 1984 – Pismak, obsada aktorska – agent aresztujący Rafała;
- 1984 – Jeździec na siwym koniu, obsada aktorska – gospodarz;
- 1984 – Jak się pozbyć czarnego kota, obsada aktorska – kapitan MO;
- 1984 – Dzień czwarty, obsada aktorska – szabrownik;
- 1984 – Alabama, obsada aktorska – pielęgniarz Maniuś;
- 1983 – Dolina szczęścia, obsada aktorska – inżynier;
- 1982 – Wilczyca, obsada aktorska – gamoniowaty lokaj;
- 1982 – Popielec, odc. 1 Ucieczka, obsada aktorska – Kowal;
- 1982 – Nieciekawa historia, obsada aktorska – kelner w zajeździe;
- 1982 – Blisko, coraz bliżej, odc. 3 Trwanie i przemoc. Rok 1884, odc. 4 Czcij ojca swego. Rok 1888, obsada aktorska – Teodor Pasternik, syn Franciszka;
- 1981 – Wielka majówka, obsada aktorska – strażnik w ZOO;
- 1981 – Uczennica, obsada aktorska – listonosz Franek;
- 1981 – Murmurando, obsada aktorska – kierownik ośrodka;
- 1981 – Filip z Konopi, obsada aktorska – kolega Leskiego z pracy, (nie występuje w czołówce);
- 1980 – Punkt widzenia, odc. 6, obsada aktorska – tragarz;
- 1980 – Lęk przestrzeni, obsada aktorska – Pan Marek, krawiec;
- 1980 – Grzechy dzieciństwa, obsada aktorska – nauczyciel matematyki;
- 1980 – Błękitna strzała, obsada aktorska;
- 1979 – Doktor Murek, odc. 5, obsada aktorska – kelner, (nie występuje w czołówce);
- 1978 – Ślad na ziemi – przewodniczący ZSMP;
- 1976 – Znaki szczególne, odc. 1 Podejrzany, obsada aktorska – milicjant z wezwaniem dla Zawady, (nie występuje w czołówce);
- 1976 – Za rok, za dzień, za chwilę..., obsada aktorska – przyjaciel Piotra, (w czołówce podano: Jerzy Nowak);
- 1976 – Długa noc poślubna, obsada aktorska – przewodniczący rady zakładowej;
- 1974 – Godzina za godziną, obsada aktorska – plutonowy Kozub, (nie występuje w czołówce);
- 1974 – Awans, obsada aktorska;
- 1972 – Opis obyczajów, obsada aktorska – wiejski wesołek;
- 1972 – Gruby, odc. 2 Szkoła, obsada aktorska – handlarz przy karuzeli;
- 1972 – Fortuna, obsada aktorska – wymieniający dolary w banku;
- 1972 – Diabeł, obsada aktorska – kamerdyner;
- 1971 – Zaraza, obsada aktorska – mężczyzna na postoju taksówek, (nie występuje w napisach);
- 1971 – Meta, obsada aktorska – mężczyzna w punkcie Toto-Lotka, (nie występuje w czołówce);
- 1970 – Martwa fala, obsada aktorska – marynarz z m/s „Bolesław Chrobry”;
- 1968 – Tabliczka marzenia, obsada aktorska – asystent w instytucie w marzeniach Ludki, (nie występuje w czołówce);
- 1968 – Ortalionowy dziadek, obsada aktorska – tajniak;
- 1966 – Z przygodą na ty, aktor w przedstawieniu (odc. 7);
- 1966 – Bicz boży, obsada aktorska – Kowalczyk, funkcjonariusz MO;
- 1965 – Popioły, obsada aktorska – szwoleżer, (nie występuje w czołówce);
- 1964 – Zakochani są między nami, obsada aktorska – plażowicz, (nie występuje w czołówce).

## Teatr
- 2005 - „Zmartwychwstanie”, obsada aktorska - Chłop Wynajęty
- 1999 - Emigranci, obsada aktorska - XX
- 1992 - „Czego nie widać”, obsada aktorska - Lloyd Dallas
- 1991 - „Cud mniemany, czyli krakowiacy i górale” obsada aktorska - Miechodmuch
- 1991 - „Szpieg”, obsada aktorska - Fawley
- 1990 - „Historia”, obsada aktorska
- 1989 - Tango, obsada aktorska - Eugeniusz
- 1987 - „Wielkoludy”, obsada aktorska - Gustaw
- 1987 - „Sarkofag”, obsada aktorska - brygadzista
- 1986 - „Śmierć Komandora”, obsada aktorska - Nico
- 1986 - „A jednak powrócę...”, obsada aktorska - Bruno
- 1986 - „Która godzina”, obsada aktorska - oficer dyżurny
- 1983 - „Transplantacja”, obsada aktorska - mąż pacjentki
- 1982 - „Dwaj szlachcice z Werony”, obsada aktorska - piskorz, sługa księcia
- 1981 - „Witaj Max, czyli renowacja”, obsada aktorska - Max
- 1980 - „My, niżej podpisani”, obsada aktorska - Gienadij M.Siemionow
- 1979 - „Krewniaki”, obsada aktorska - Kajetan Tarapatkiewicz
- 1978 - „Uciekła mi przepióreczka”, obsada aktorska - Bęczkowski
- 1978 - „Król w kraju rozkoszy”, obsada aktorska - Barasz
- 1978 - „Sprawa Christowa”, obsada aktorska - prokurator
- 1977 - „Córeczki pod klucz”, obsada aktorska - Sotmore
- 1977 - „Czworokąt”, obsada aktorska - Toni
- 1976 - „Protokół pewnego zebrania”, obsada aktorska - Roman Lubajew
- 1976 - „Wielki człowiek do małych interesów”, obsada aktorska - Marcin
- 1976 - „Cud mniemany, czyli Krakowiacy i Górale”, obsada aktorska - Józek
- 1976 - „Ślub”, obsada aktorska - dostojnik, pijak
- 1975 - „Rabelais. Gargantua i Pantagruel”, obsada aktorska - Gargantua-dziecię
- 1975 - „Szkarłatny pył”, obsada aktorska - Korneliusz
- 1974 - „Czy pan widział Poncjusza Piłata?”, obsada aktorska - Mateusz Lewita
- 1973 - „Pan Wokulski”, obsada aktorska - Fitulski
- 1973 - „Gra w zabijanego”, obsada aktorska - I Więzień, II Lekarz
- 1973 - „Lizystrata”, obsada aktorska - Probul
- 1972 - „Portret doktora Mikołaja”, obsada aktorska - Retyk, Inkwizytor II, Michel
- 1972 - „Charon od świtu do świtu”, obsada aktorska - jeden z czterech panów, nauczyciel
- 1971 - „Damy i huzary”, obsada aktorska - Rembo
- 1971 - „Leonce i Lena”, obsada aktorska - kaznodzieja nadworny
- 1971 - „Szczęśliwa przystań”, obsada aktorska - Pan Golightly
- 1970 - „Paternoster”, obsada aktorska - Wuj II
- 1970 - „Samuel Zborowski”, obsada aktorska - Brat Teolog
- 1969 - „Stara kobieta wysiaduje”, obsada aktorska - lekarz
- 1969 - „Pastorałka”, obsada aktorska - Herod
- 1968 - „Przedwiośnie”, obsada aktorska - ksiądz
- 1968 - „Róża”, obsada aktorska - Agent Frańtus

## Reżyseria teatralna
- 1999 - Emigranci
- 1988 - „Witaj Max"